# John Melendez
John Edward Melendez, conosciuto anche come "Stuttering John" (John Balbuziente) (Massapequa, 4 ottobre 1965), è un personaggio televisivo e radiofonico statunitense.
Prima del suo attuale ruolo di annunciatore per The Tonight Show, Melendez era un inviato regolare per The Howard Stern Show.

## Biografia

### Infanzia
Nato a Massapequa, nello stato di New York, il 4 ottobre del 1965 da padre portoricano e da madre danese, Melendez studiò alla Plainedge High School.
Melendez iniziò a balbettare in seconda elementare. Secondo lo stesso Melendez, la causa del suo problema deriva dai maltrattamenti ricevuti dal padre alcolista, anch'egli balbuziente. Sia padre che figlio, inoltre, soffrono di disordini ossessivo-compulsivi.
Durante l'infanzia, spesso gli altri bambini se la prendevano con lui per le sue origini portoricane ed era spesso chiamato "Stutterface" (Faccia di balbuziente) "Skip" o "M-C Stammer" (che deriva dal rapper MC Hammer).
Nel 1988, Melendez studiò alla scuola di cinema New York University e apparteneva ad un gruppo chiamato "Rock Slide". Il suo compagno di stanza era sull'orlo di lasciare il suo tirocinio al The Howard Stern Show, quando Melendez gli chiese se lo potesse raccomandare al produttore dello show, Gary Dell'Abate. Dell'Abate parlò del problema di Melendez a Howard Stern che, senza nemmeno averlo mai visto o averci parlato, ordinò di assumerlo.

### The Howard Stern Show
Al The Howard Stern Show, Melendez conduceva interviste per strada, fondate sull'idea che le celebrità non avrebbero detto di no ad un'intervista di un balbuziente, per non essere malviste. Con i capelli lunghi e t-shirts di gruppi metal, intervistava spesso celebrità facendo domande circa la loro vita privata. Le sue interviste erano caratterizzate da domande e battute sconclusionate. Apparse anche a conferenze stampa chiedendo domande folli a  Gennifer Flowers, Ringo Starr, e al Dalai Lama, riuscendo tra l'altro a farlo ridere. .
Secondo quanto dice il New York Post, Melendez affermò che Stern non lo pagava in maniera adeguata e che questi si sentiva offeso dal fatto che Melendez faceva tutto il lavoro all'aria aperta. Stern replicò che Melendez è un ingrato senza talento e che dovrebbe continuare a fare il "fesso" al The Tonight Show.

### The Tonight Show
Melendez lavorò sul suo problema con un insegnante di dizione e ricevette un'offerta di lavoro come annunciatore per The Tonight Show che accettò, debuttando il 29 marzo 2004. In questo show, viene identificato semplicemente come "John Melendez" (non "Il balbuziente John Melendez" come nel suo precedente impiego).
Il 30 novembre 2007 la NBC annunciò che il personale di The Tonight Show, compreso Melendez, era stato licenziato come risultato dello sciopero degli sceneggiatori e che non avrebbe garantito una riassunzione alla fine dello show. Quando lo show ha ripreso ad andare in onda John Melendez riebbe il suo impiego.

### Altre attività
Melendez è apparso anche in altri show, come Tony n' Tina's Wedding dove incontrò sua moglie, Suzanna. Ebbe piccole parti nei film Airheads, Meet Wally Sparks, Fatti, strafatti e strafighe. È apparso anche in episodi delle serie TV Wings, Baywatch Nights, e la versione  americana del reality I'm a Celebrity... Get Me Out of Here! (Sono una celebrità... portatemi via da qui!). Nel 2008 è uscito il primo film scritto, prodotto ed interpretato da lui: One, two, many, non ancora uscito in Italia.
Melendez suona la chitarra e canta. Ha pubblicato almeno 2 album hard rock con testi comici, un per Atlantic Records e l'altro per Razor & Tie Records. Nel 2004, ha doppiato il computer dell'astronave Bob nella serie TV Tripping the Rift. Attualmente vive a Calabasas, California con sua moglie, Suzanna Keller, e i suoi tre figli.